# Thomas Bugge
Thomas Bugge, född 12 oktober 1740 i Köpenhamn, död där 15 januari 1815, var en dansk matematiker och astronom. 
Bugge sändes 1761 till Trondheim för att iaktta Venuspassagen och anställdes sedan vid Danmarks vetenskapliga uppmätning och kartläggning, ett arbete, som han sedan själv ledde fram till sin död. Vidare ledde han 1765-77 det allmänna lantmäteriet, blev 1768 överlantmätare och skulle utbilda de övriga lantmätarna. År 1777 blev han professor i astronomi vid Köpenhamns universitet och inrättade då ett nytt observatorium. Han utförde likväl ej i sin vetenskap vad man väntat av honom, då han ständigt användes till praktiska uppdrag; han utarbetade sålunda 1774 planen till änkekassan och var senare dess direktör. År 1798 sändes han till Paris för att delta i en konferens om metersystemet och utgav 1800 en intressant skildring av denna resa. Från 1801 var han sekreterare i Videnskabernes Selskab och blev 1810 etatsråd. Han invaldes 1785 som utländsk ledamot av Vetenskapsakademien i Stockholm